# Polaganje v grob (Michelangelo)
Polaganje v grob (imenovan tudi Bandini Pietà ali Objokovanje nad mrtvim Kristusom) je marmorna skulptura italijanskega visoko renesančnega mojstra Michelangela. Skulptura, na kateri je med 1547 in 1555 deloval Michelangelo, prikazuje štiri figure: mrtvo telo Jezusa Kristusa, pravkar sneto s križa, Nikodema (ali morda Jožefa iz Arimateje), Marijo Magdaleno in Devico Marijo. Skulptura je postavljena v Muzeju Opera del Duomo v Firencah in je zato znana tudi kot Firenška Pietà.
Michelangelo je po besedah Vasarija izdelal Firenško Pietà za okrasitev svoje grobnice v Santa Maria Maggiore v Rimu. Kasneje jo je prodal, preden je delo končal, potem ko je namerno poškodoval Kristusovo levo roko in nogo in odstranil več sestavnih delov iz razlogov, o katerih še vedno poteka razprava.  Nekateri strokovnjaki menijo, da je bil marmor pomanjkljiv in skulpture ni bilo mogoče dokončati brez dodajanja kosa marmorja iz drugega bloka.
Vasari je ugotovil, da se je Michelangelo začel ukvarjati s skulpturo v starosti 72. let. Brez naročil je Michelangelo neutrudno delal pozno v noč s samo eno svečo, da bi osvetlil svoje delo. Vasari je zapisal, da se je začel ukvarjati s to skulpturo, da bi zabaval svoj um in ohranil svoje zdravje. Po 8 letih dela na njem bi Michelangelo nadaljeval in skušal uničiti delo v množici frustracij. To je pomenilo konec Michelangelovega dela na kiparski skupini, ki se je znašla v rokah Francesca Bandinija, ki je najel vajenskega kiparja po imenu Tiberio Calcagni, da je delo obnovil v sedanjo kompozicijo. Leva noga Kristusa manjka. Skulpturo že od samega nastanka mučijo dvoumnosti in nikoli ne končajo interpretacij, brez jasnih odgovorov.
Obraz Nikodema pod pokrovom velja za avtoportret samega Michelangela. 

## Kompozicija
Sestava tega dela je povzročila polemike in razprave že od njegovega nastanka. Umetnostni zgodovinarji se prepirajo naprej in nazaj o tem, kakšen prizor je predstavljen, pa tudi o resnični identiteti figure s kapuco, ki obkroža prizor. Čeprav velja za Pietà izven tradicije, obstajajo resnični dokazi, ki nakazujejo, da bi bilo to delo lahko 'Polaganje v grob', Pietà ali morda prizor, ki prikazuje vse to. Edini način, da resnično vemo, kateri prizori so upodobljeni, je znotraj identitete figure s kapuco.
Identitete drugih treh figur v tem delu so razmeroma jasne. Kristusovo telo takoj po njegovem križanju na sredini, ki mu je pomagala razburjena Devica Marija na levi in hladna in oddaljena Marija Magdalena na desni. Vse tri znane figure na nek način pomagajo figuri s kapuco v podpori Kristusovega telesa. Figura s kapuco je lahko eden od dveh ljudi ali celo oba. Zgodovinarji trdijo, da je na sliki lahko bodisi Jožef iz Arimateje, bodisi Nikodem, slednji je najbolj splošno sprejet. Običajno je Jožef iz Arimateje prikazan z brado in sklonjen nad Kristusovo glavo, tako kot je slika na tem mestu. Po drugi strani pa bi na tej sliki lahko bil Nikodem, ki je po navadi prikazan z nekakšno pokrito glavo, ki bi bila v tem primeru kapuca.  Tako Jožef kot Nikodem sta imela pomembne vloge v Kristusovih zadnjih dneh in nadaljnjih dejanjih po njegovi smrti. Jožef je odrekel svojo grobnico za uporabo Kristusu in pomagal odstraniti Kristusovo telo s križa. Nikodem je imel s Kristusom tudi pogovor o tem, kako se lahko ponovno rodi in dobi večno življenje. Od tega pogovora je Nicodem sodeloval s Kristusom in tudi pomagal Jožefu iz Arimateje pri Kristusovem polaganju. Ker sta pri polaganju sodelovala Jožef in Nikodem, obstaja močan argument, da je to prizorišče prikazano, tako da je nekaterim to delo znano kot Polaganje v grob. Kristusovo zvito telo močno sedi v naročju svojih najdražjih, kot da se spušča s križa naravnost v naročje svoje matere. Boleč izraz na Devičinem obrazu bi spominjal na njen obraz, ko bi prvič videla svojega mrtvega otroka z okoliškimi figurami, ki so tam, da bi jo podprle.
Druga možnost o tem, kakšen prizor je uprizorjen, je Pietà. Scena Pietà je bila v Michelangelovem delu močna kontinuiteta. Michelangelo je skozi celotno življenje narisal na stotine Pieta in izdelal še dve skulpturi: Pietà v baziliki sv. Petra in Rondaninijeva Pietà. Zaradi Michelangelove osebne navezanosti na Pietà ali trpljenje Device je to spodoben argument, da je to Pietà kljub nekonvencionalnemu zastopanju. Tradicionalno se ta prizor deli samo med Devico Marijo in Kristusovim telesom brez gledalcev in vsekakor brez drugih udeležencev, kot sta Magdalena in neznana figura s kapuco.  Pietà naj bi bila na splošno prizorišče, s katerim bi izpostavili ogromno žrtvovanje, ki mu je moral Kristus slediti v svoji prerokbi. Poseben poudarek je pogosto nameščen Devičini bolečini namesto Kristusovemu mrtvemu telesu. Prisotnost drugih oseb nasprotuje možnosti, da bi bilo Michelangelovo delo le Pietà.
Tretja možnost o prizorišču, ki je prikazan tukaj, je polaganje (pokop). V prizorih polaganja običajno sodelujejo Marija Magdalena in Jožef iz Arimateje ter še nekaj drugih ljudi. Neznano je ali je bila Devica prisotna med Kristusovim polaganjem v grob ali ne, ker je le eden od apostolov zabeležil njeno prisotnost, zato je redko upodobljena. Hladen izraz na obrazu Magdalene kaže, da je minilo že nekaj časa, odkar je Kristus umrl, da gre za pokop, ne pa polaganje. Odločujoči dejavnik pa se spet skriva v identiteti figure s kapuco. Če bi bilo znano dejstvo, da je bil ta lik Nicodem, potem to ne bi mogel biti pokop, ker ni bil prisoten pri pokopu. (Glej Evangelij po Janezu 19:39 - ki ima Nikodema, ki spremlja Jožefa iz Arimateje do groba in pripravlja Jezusovo telo). Jožef iz Arimateje je poleg tega dobil nalogo, da Kristusovo telo položi v grob, tako da če je to Jožef, obstajajo številni dokazi, ki bi lahko nakazovali, da bi to lahko bilo pokop.
Četrta možnost, kaj se dogaja v tej skulpturi je, da gre za kombinacijo vseh treh prizorov, združenih v enega. Zamisel o združevanju več prizorov skupaj je postala priljubljena v slikarstvu.  Na enem platnu so lahko umetniki natisnili tri ali štiri različne prizore, da bi lahko pripoved brali od leve proti desni, od zgoraj navzdol in celo z ene strani na drugo v cikcak obliki. Čeprav je bilo priljubljeno v slikarstvu, se ta tehnika še ni povsem prebila v kiparstvo. Ker je Michelangelo izjavil, da je začel delati, da bi ga zabavalo v zadnjih letih, je lahko eksperimentiral s to tehniko. Učenci verjamejo, da če je delo obkroženo od gledalčeve desne do gledalčeve leve strani, da to pripoveduje o treh korakih Kristusovega polaganja, Pietà in pokopa.  Na skrajni desni strani je mogoče ugotoviti polaganje. Če gledalec vidi samo Devico, Kristusa in lik s kapuco, lahko opazi Kristusovo snemanje s križa. V tem primeru bi figura s kapuco hkrati predstavljala Nikodema in Jožefa iz Arimateje. S sprednjega osrednjega pogleda se vidi Devičino trpljenje. Nikodemov lik je videti, kot da ji izroča Kristusa in ji ga nežno položi v naročje. Nazadnje Magdalena spremlja Devico, ko preda svojega sina Jožefu iz Arimateje, da ga položi v grob. Ni jasno, katera od teh možnosti je pravzaprav resnična, toda zaradi konvencij in tradicij, ki obkrožajo to skulpturo, umetnostni zgodovinarji in drugi učenjaki stojijo na strani, da je to Pietà in lik s kapuco Nicodem.

## Uničenje
Neke noči leta 1555 je Michelangelo v trenutku frustracije napadel skupino v poskusu, da bi jo popolnoma uničil. Številne okončine je odlomil s figure. Vasari je ugotovil, da se je Michelangelo pritoževal nad žilo v marmorju, ki mu je med klesanjem neprestano povzročala težave.  Naslednji dejavnik, ki je povečal Michelangelovo frustracijo, je bil, da se je njegov sluga Urbino trudil, da bi delo dokončal.  Kljub vsemu temu še vedno niso dovolj, da bi Michelangelo zaradi trenutnega vzgiba razuma zavrgel osem let dela. Nejasnosti in nepojasnjeni vidiki Michelangelovega dela so v središču interpretacije tega dela. Umetnostni zgodovinarji so našli možne odgovore, ki na globlji ravni pojasnjujejo nezadovoljstvo, ki ga je imel s skulpturo. Teoretizirajo, da bi lahko imel Michelangelo velike težave tako z rastočim seksualnim motivom zamahnjene noge v tujem naročju, kot s preganjanjem Nikodemistov.
Teorijo spuščenih nog je povzela množica zgodovinarjev. Teorija nakazuje, da je v tem času postajal motiv vse bolj moteč.  Noga, položena v naročje druge, je simbol romantičnega in intimnega odnosa med obema vpletenima.  Noga predstavlja enega, ki prevzame posest nad drugim tako, da je hkrati simbiotski in spoštljiv. Oba vpletena sta v skrbni zvezi, ki predstavlja občutek erotike. V okviru te skulpture bi bilo sprejemljivo ohraniti takšno, kot je. Takrat so obstajali rokopisi in katekizmi, ki pojasnjujejo odnos med Kristusom in Devico. Devica bi v tem odnosu cerkev predstavljala kot Kristusovo nevesto.  Michelangelo bi, ki je odrasel v cerkvi, ta odnos dobro poznal. Kljub svojemu poznavanju razmerja med Devico in Kristusom je Michelangelo želel, da se noga preprosto in brez življenja obesi nad Devičino naročje kot dejanje nedolžnosti. Zamaknjena noga v Michelangelovi skulpturi ne bi par predstavljala na seksualni način, ampak na realističen način. Brez življenja v Kristusovem telesu so njegovi udi prisilno padli nad Devico. Da bi se izognil zmedi glede namenov, je Michelangelo morda odstranil Kristusovo levo nogo, da bi pozneje spremenil sestavo v nekaj, kar bi pravilno razlagali . V tem primeru Michelangelo morda ne bi napadel kamna, da bi ga uničil, ampak namesto tega, da bi spremenil njegovo strukturo.
Eno bolj hvalevrednih teorij o uničenju Pietà razlagajo z ikonografijo figure s kapuco in vključitvijo Michelangelovega avtoportreta kot obraza figure. Upodobitev Michelangelovega obraza na Nicodemu utrjuje njegove vezi s posebnim prepričanjem o njemu znanem kot nicodemizmu. Michelangela je njegov prijatelj Vittoria Colonna imenoval Spirituali . (Spirituali so bili člani reformnega gibanja znotraj Rimskokatoliške cerkve, ki je obstajalo od 1530-ih do 1560-ih. Gibanje včasih imenujemo tudi evangelizem.) Ta skupina je prakticirala nikodemizem od 1540-ih do sredine 1550-ih. Nikodemisti so se strinjali s protestantskimi verovanji na skoraj vseh njihovih osnovah, razen potrebe protestantov, da se oddaljujejo od katoliške cerkve. Nikodemisti so se želeli za vsako ceno izogniti shizmi iz cerkve.  Vendar so tudi verjeli, da se lahko odrešitev doseže samo s krstom, občestvom in vero. Do leta 1555 je bil papež Pavel IV. izvoljen za vodjo katoliške cerkve in je skoraj takoj sprožil rimsko inkvizicijo.  Ta inkvizicija je preganjala vsakogar, ki se je izrekel proti katoliški cerkvi in jih je označil za heretike. Po tej preiskavi se je Michelangelo začel bati ne le za svoje življenje, ampak tudi za tiste, ki jih je poznal, vključno s tistimi, ki so bili vpleteni v Spirituali.   Michelangelo je bil prisiljen v ilegalo. Ker bi papež prej ali slej zaslišal zanj in da bo avtoportret, ki ga prikazuje kot Nikodema, uporabljen kot resnično prepričljiv dokaz o njegovih prepričanjih, je delo uničil.
Vsaka od teh teorij je verodostojna in celo zelo verjetna, od tega, da bi vsi razlogi lahko sodelovali pri ustvarjanju vrhunske uresničitve slabega časovnega razpoloženja, ki ga je imel Michelangelo pri sestavljanju skulpture take, kot je. Ne glede na končno slamo, je poskus uničenja pomenil konec Michelangelovega sodelovanja z njim. Delo je bilo nato podarjeno v dar enemu od Michelangelovih služabnikov in je bilo na koncu prodano Francescu Bandiniju. 

## Obnova
Francesco Bandini je po prejemu Pietà prosil mladega kiparskega vajenca po imenu Tiberio Calcagni, da obnovi delo. Calcagni je uporabil modele, ki jih je sam Michelangelo postavil na osnovi popravil. Calcagni je obnavljal okončine Marije Magdalene, Devičine prste, Kristusovo levo bradavico, Kristusovo levo roko in komolec ter Kristusovo desno roko in dlan. Edina stvar, ki je niso ponovno pritrdili, je bila Kristusova leva noga. Calcagni je povzročil polemiko s spremembami, ki jih je naredil na obrazu Magdalene. Omenjeno je bilo, da je Magdalenin obraz pred uničenjem firentinske Pietà spominjal na bolečino, ki je bila prikazana na Devici. Sprememba njenega obraza je spremenila splošni ton tega dela. Ni bila več v popolni tesnobi, ampak se je zdaj odcepila od nje in se ni vključila v preostali prizor.  Skulptura je ostala z družino Bandini v Rimu do leta 1671, ko je bila prodana Cosimu III. [26] Cosimo III je skulpturo pripeljal v Firence, kjer se je nekaj časa gibala od muzeja do muzeja. Florentinsko Pietà trenutno hranijo v muzeju Museo 'Opera del Duomo.